# Limnichthys
Limnichthys är ett släkte av fiskar. Limnichthys ingår i familjen Creediidae.
Kladogram enligt Catalogue of Life:
| Limnichthys | \| \| Limnichthys fasciatus \| \| \| \| \| \| Limnichthys nitidus \| \| \| \| \| \| Limnichthys orientalis \| \| \| \| \| \| Limnichthys polyactis \| \| \| \| \| \| Limnichthys rendahli \| \| \| \| |
|             | \| \| Limnichthys fasciatus \| \| \| \| \| \| Limnichthys nitidus \| \| \| \| \| \| Limnichthys orientalis \| \| \| \| \| \| Limnichthys polyactis \| \| \| \| \| \| Limnichthys rendahli \| \| \| \| |
|             | Apodocreedia |
|             | |
|             | Chalixodytes |
|             | |
|             | Creedia |
|             | |
|             | Crystallodytes |
|             | |
|             | Myopsaron |
|             | |
|             | Schizochirus |
|             | |
|             | Tewara |
|             | |
|             | Limnichthys fasciatus |
|             | |
|             | Limnichthys nitidus |
|             | |
|             | Limnichthys orientalis |
|             | |
|             | Limnichthys polyactis |
|             | |
|             | Limnichthys rendahli |
|             | |

|  | Limnichthys fasciatus  |
|  |                        |
|  | Limnichthys nitidus    |
|  |                        |
|  | Limnichthys orientalis |
|  |                        |
|  | Limnichthys polyactis  |
|  |                        |
|  | Limnichthys rendahli   |
|  |                        |